# Amedej Vetrih
Amedej Vetrih, slovenski nogometaš, * 16. september 1990, Vitovlje.
Vetrih je nekdanji slovenski profesionalni nogometaš, ki je igral na položaju vezista. Med letoma 2017 in 2021 je odigral trinajst tekem za slovensko reprezentanco. V svoji karieri je igral za slovenske klube Gorica, Brda in Domžale, italijansko Parmo ter turška Çaykur Rizespor in Gaziantep. Leta 2018 je prejel polletno prepoved nastopanja zaradi dopinga, pozitiven je bil na higenamin.